# بيل تيرني
بيل تيرني (بالإنجليزية: Bill Tierney)‏ هو لاعب اللاكروس أمريكي، ولد في 6 أغسطس 1950.